# 자매의 방
자매의 방은 2015년에 개봉한 대한민국의 영화이다.

## 캐스팅
- 송은진 : 미영 역
- 주연서 : 미혜 역
- 정넘쳐 : 재혁 역
- 김도진 : 영훈 역
- 류일송 : 창수 역
- 김보현 : 수민 역